# Skogstjärnen (Töllsjö socken, Västergötland)
Skogstjärnen är en sjö i Bollebygds kommun i Västergötland och ingår i Göta älvs huvudavrinningsområde.